# Assedio di Corfù (1716)
L'assedio di Corfù ebbe luogo dall'8 luglio al 21 agosto 1716 quando l'Impero ottomano mosse per conquistare la città di Corfù sull'omonima isola, al tempo possedimento dalla Repubblica di Venezia. L'assedio fece parte della Settima guerra Turco-Veneziana e avvenne all'indomani della fulminea conquista della Morea - oggi Peloponneso - da parte delle forze ottomane nel 1715. L'assedio si concluse con una vittoria veneziana che rappresentò l'ultimo grande successo militare di Venezia, in quanto decretò il mantenimento del suo dominio sulle Isole Ionie fino alla fine del XVIII secolo.

## Antefatto
Dopo la sconfitta dell'Impero ottomano nell'assedio di Vienna del 1683, la Lega Santa riunì la maggior parte degli Stati europei (ad eccezione di Francia, Inghilterra e Paesi Bassi) in un fronte comune contro gli Ottomani. Nella conseguente Grande Guerra Turca (1684-1699) l'Impero Ottomano subì una serie di sconfitte, come le battaglie di Mohács e Zenta, e nel Trattato di Carlowitz (1699), fu costretto a cedere la maggior parte dell'Ungheria alla monarchia asburgica, la Podolia alla Polonia-Lituania, mentre Azov fu presa dall'Impero russo. Nello scacchiere del mar Mediterraneo orientale, la Repubblica di Venezia aveva lanciato il proprio attacco all'Impero Ottomano in cerca di vendetta per le passate perdite, l'ultima quella di Creta nel 1669. Durante il conflitto, le truppe veneziane conquistarono l'isola di Lefkada (Santa Maura) e la penisola della Morea, anche se non riuscirono a riconquistare Creta ed espandere i loro possedimenti nel Mar Egeo.
Gli Ottomani furono fin dall'inizio decisi a rimediare a queste perdite e avviarono quindi una riforma della loro marina. Venezia, dal canto suo, si trovò sempre più isolata diplomaticamente rispetto alle altre potenze europee: la Lega Santa si era sciolta a seguito delle vittorie riportate e Guerra di successione spagnola (1701-1714) e Grande guerra del Nord (1700-1721) preoccupavano l'attenzione della maggior parte degli stati europei più che il Levante. Gli Ottomani approfittarono della situazione internazionale favorevole e si assicurarono il loro fianco settentrionale sconfiggendo la Russia nell'area del fiume Prut. A seguito del successo riportato in questa Guerra russo-turca (1710-1711), la leadership ottomana rivolse quindi l'attenzione a Venezia, alla quale dichiarò guerra il 9 dicembre 1714.
Il conflitto iniziò con l'invasione della provincia veneziana della Morea da parte del Gran Visir Silahdar Damat Ali Pascià. Aiutati dall'impreparazione militare veneziana, dalla riluttanza della sua flotta ad affrontare la più potente marina ottomana e dalla riluttanza della popolazione greca locale ad assistere i veneziani, gli Ottomani conquistarono rapidamente l'intera penisola nel luglio-settembre 1715. Allo stesso tempo, la flotta ottomana, sotto il Kapudan Pascià Canim Hoca Mehmed Pasha, conquistò le isole veneziane di Tino e Egina e la fortezza di Malvasia, i cui governatori Bernardo Balbi, Francesco Bembo e Federico Badoer si arresero senza offrire alcuna resistenza, cosa per la quale vennero tutti e tre condannati al carcere perpetuo.
Gli Ottomani spostarono quindi la loro attenzione verso le coste occidentali della Grecia, minacciando le Isole Ionie e i possedimenti veneziani in Dalmazia. L'avvicinarsi del Kapudan Pascià costrinse il Capitano Generale da Mar veneziano Daniele Girolamo Dolfin a rimanere a Santa Maura per proteggere l'isola che si presentava vulnerabile e sguarnita di difese adeguate. Tuttavia, ciò significò la perdita della più meridionale delle Isole Ionie, Cerigo: rimasta infatti senza speranze di soccorso, si arrese in settembre al Kapudan Pascià. Poco dopo, gli Ottomani presero Suda e Spinalonga, le ultime roccaforti veneziane rimaste a Creta. Dolfin tentò di reagire con un'incursione nell'Egeo, ma incapace di incontrare la flotta ottomana e vittima del cattivo tempo, si ritirò. Scoraggiato, abbandonò Santa Maura dopo aver distrutto le sue fortificazioni e si ritirò a Corfù. Santa Maura fu conquistata in breve tempo dagli Ottomani.

## Preparazioni veneziane e mosse iniziali degli Ottomani

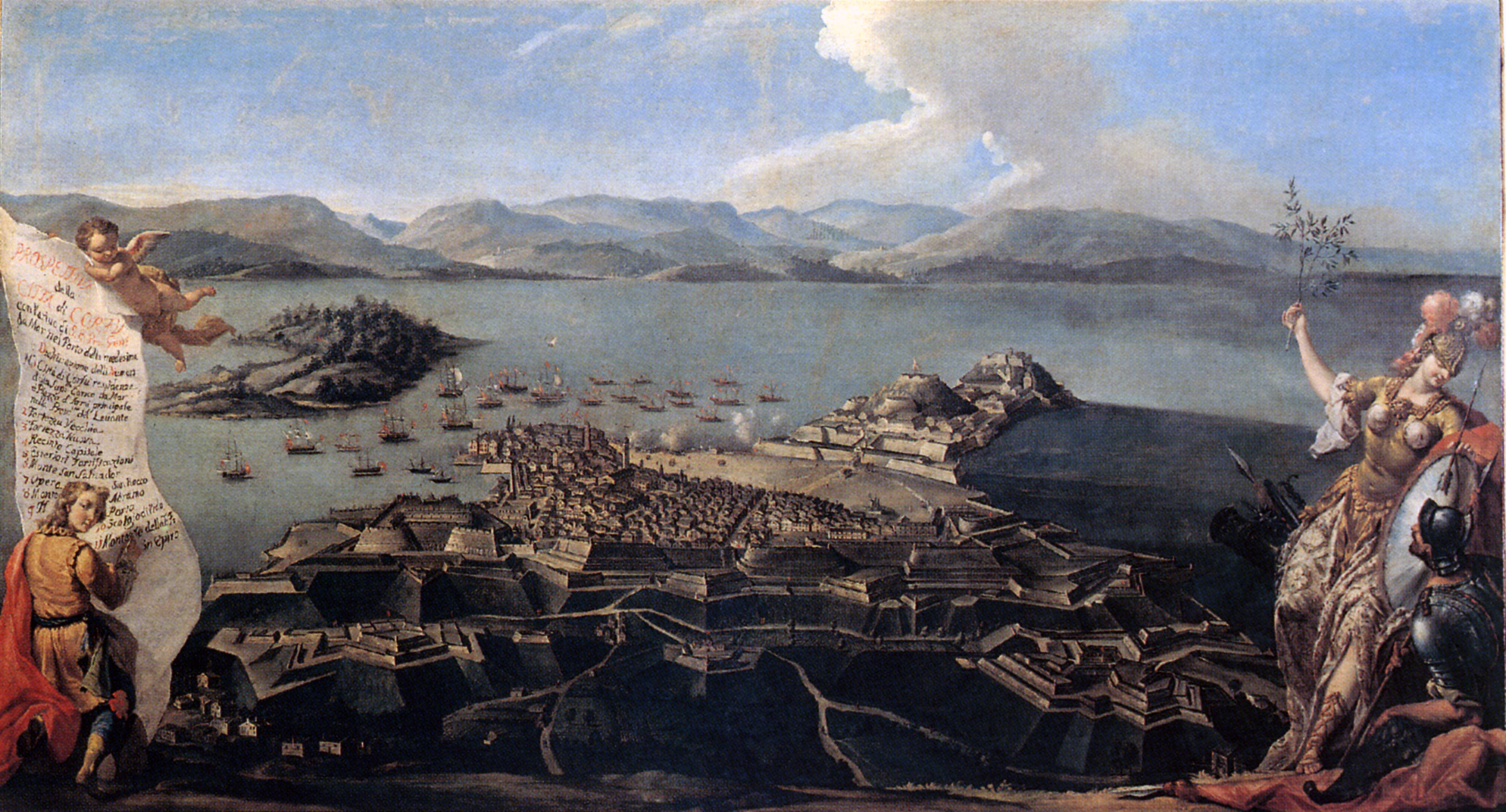
Prospettiva della Città di Corfù e del suo imponente sistema di fortificazioni, assieme alla flotta veneziana alla fonda nella baia.

I veneziani erano ben consapevoli delle ambizioni ottomane di catturare le Isole Ionie e nel 1716 fu chiaro che Corfù sarebbe stata il prossimo obiettivo. Preparandosi all'inevitabile scontro, il Senato veneziano sostituì Dolfin, considerato troppo timido e inefficace, con Andrea Pisani, già a Corfù come Provveditore Generale da Mar. Nel gennaio del 1716 Pisani disponeva di 26 Vascelli, 18 galee, 2 galeazze, 12 galeotte e 2 brulotti. A febbraio, il feldmaresciallo sassone, conte Johann Matthias von der Schulenburg, arrivò sull'isola in qualità di Maresciallo della Repubblica, ossia comandante in capo delle forze di terra veneziane. Le fortificazioni della città di Corfù, situata su un promontorio al centro della sponda orientale dell'isola, erano state trascurate nei decenni precedenti, poiché lo straordinario sforzo durante la precedente guerra di Morea aveva lasciato vuote le casse veneziane. Schulenburg iniziò quindi a rafforzare le fortificazioni con palizzate, trincee e difese sul campo, mentre la flotta coglieva l'occasione dello svernamento per riattarsi e prepararsi alle operazioni che sarebbero riprese in primavera.
La minaccia di un'imminente invasione ottomana spinse molti abitanti delle Isole Ionie a fuggire, chi in Dalmazia e chi in Italia. Allo stesso tempo, la Repubblica di Venezia faticava a fornire denaro e uomini necessari alla difesa della piazza. Allo scoppio del conflitto i veneziani avevano chiesto aiuto agli altri Stati europei, ma a parte i Cavalieri Ospitalieri e i Cavalieri di Santo Stefano, le maggiori potenze europee risposero solo dopo la perdita della Morea. Qualche aiuto iniziò ad arrivare nella primavera del 1716, quando il Portogallo e la Spagna risposero agli appelli di Papa Clemente XI per una crociata anti-turca, offrendo parti delle loro flotte per operazioni contro gli Ottomani. Ancora più rilevante fu il fatto che gli austriaci decisero di entrare in guerra loro stessi contro i turchi. In aprile, il comandante in capo asburgico, principe Eugenio di Savoia, inviò un ultimatum per cessare le ostilità e restituire a Venezia i territori a lei concessi dal trattato di Carlowitz, ma gli Ottomani lo respinsero e dichiararono guerra all'Impero asburgico in giugno.
A maggio, gli austriaci avvertirono Schulenburg che forti forze ottomane guidate dal Serasker Merzifonlu Kara Mustafa Pascià - governatore dell'Eyalet di Diyarbekir e nipote dell'omonimo Gran Visir che condusse l'assedio di Vienna nel 1683 -, si stavano radunando sulla sponda turca del canale di Corfù mentre al contempo la flotta ottomana guidata da Janum Hogia Capitan Pascià usciva dai Dardanelli. Pur mantenendo la flotta remiera a Corfù, Pisani mandò avanti le sue navi di linea più manovrabili al comando del Capitano Straordinario delle Navi Andrea Corner per controllare i movimenti turchi nello stretto tra Morea e Creta. Dopo aver avvistato i nemici, Corner si ritirò lentamente di fronte alla flotta ottomana molto più grande e giunse fino all'isola di Zante. Il 22 giugno Pisani inviò nuovamente Corner per intercettare la flotta ottomana, ma i turchi scelsero di aggirare lo stretto tra le Isole Ionie e la terraferma e navigare in mare aperto, doppiando Corfù da nord-ovest. Corner li seguiva a distanza di pochi giorni.
Passando per Zante, il Kapudan Pascià inviò una lettera chiedendo la sottomissione dell'isola, ma non deviò altrimenti la sua rotta. Solo alcuni contingenti di dimensione ridotta furono sbarcati a Cefalonia per incursioni su piccola scala, prima che la flotta si spostasse a Corfù, dove arrivò il 5 luglio. Gli Ottomani gettarono l'ancora nel canale di Corfù, tra il promontorio nord-orientale dell'isola e la terraferma, e iniziarono a prepararsi per l'assedio. Nel frattempo, un esercito ottomano di 30 000 fanti e 3 000 cavalieri si era radunato a Butrinto, sulla sponda turca, pronto per essere traghettato attraverso il canale dalla flotta appena giunta. Si stima che gli ottomani abbiano schierato non meno di 2 000 cannoni per l'assedio della piazza veneziana.
La notizia dell'arrivo dei turchi gettò l'isola nel panico: gli abitanti di Corfù si rifugiarono nelle fortificazioni della città, mentre altri cercarono di fuggire alla volta di Otranto su qualsiasi imbarcazione trovassero. Ben presto il panico si estese allo stesso contado: gli abitanti, infatti, abbandonarono le campagne per trovare rifugio all'interno delle fortificazioni. La situazione peggiorò quando Pisani, che avrebbe dovuto affrontare la flotta ottomana di gran lunga superiore (62 navi di linea) con le sole navi a remi di cui disponeva, decise di non rischiare una battaglia. Dopo aver considerato di sbarcare i suoi equipaggi per rafforzare la guarnigione corfiota, decise di abbandonare la sua posizione nel canale di Corfù per il mare aperto, sperando di riunirsi alla squadra di Corner, di cui non aveva notizie da 20 giorni.
Si sparse la voce che la flotta stesse abbandonando l'isola al suo destino: scoppiarono sciacallaggi e saccheggi delle case vuote, oltre a casi di incendio doloso e persino uccisioni mentre i saccheggiatori si scontravano. Schulenburg, con l'aiuto del Provveditore Generale da Mar Antonio Loredan, cercò di ristabilire l'ordine mentre radunava le sue forze per la difesa della città: il 6 luglio il comandante veneziano disponeva di circa 1 000 mercenari tedeschi, 400 soldati italiani e dalmati, 500 Corfioti e 300 Greci di altre regioni. L'arrivo di circa 500 soldati, sotto i capitani di Zante Frangiskos Romas e i fratelli Nikolaos e Frangiskos Kapsokefalos, rappresentò una notevole aggiunta alle forze di Schulenburg, ma la situazione restava comunque problematica a causa del basso morale della popolazione civile.

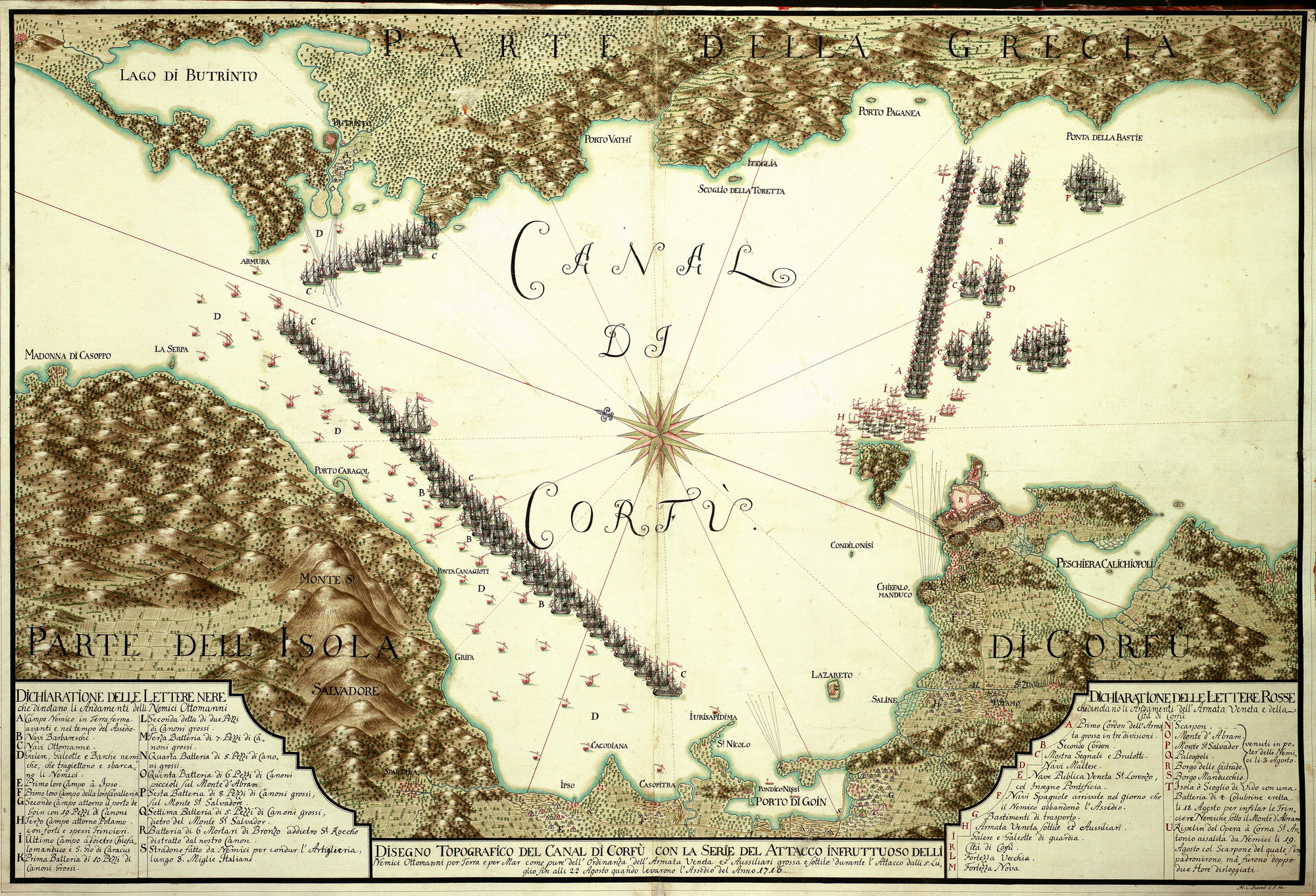
Disegno topografico del canale di Corfù con l'attacco infruttuoso degli Ottomani (sinistra) contro i veneziani (destra), 1716.

## L'assedio

### La battaglia navale nel canale di Corfù
L'assedio ottomano della città iniziò l'8 luglio, con lo sbarco di circa 4 000 giannizzeri e di altri 6 000 uomini a Ypsos. Pisani, che con le sue galere voleva dar battaglia, quando vide i 62 vascelli ottomani schierarsi attraverso il canale di Corfù, desistette. La sera dello stesso giorno, però, la squadra navale di Corner arrivò inaspettatamente e attaccò la flotta ottomana nonostante l'inferiorità numerica. La prima nave veneziana ad aprire il fuoco fu il vascello Aquila Valiera e l'intenso cannoneggiamento durò per oltre tre ore. La battaglia navale, però, nel complesso fu indecisiva, sebbene l'improvviso attacco veneziano costrinse le navi ottomane a tagliare le ancore e abbandonare temporaneamente le operazioni di sbarco delle truppe. Questa azione audace dimostrò la determinazione dei veneziani nel difendere Corfù, e suscitò speranze sulla capacità dell'isola di resistere; per un certo periodo sembrò addirittura possibile che la flotta veneziana potesse ostacolare il passaggio di nuove truppe ottomane e far sì che quelle già presenti sull'isola venissero tagliate fuori. Di conseguenza, la popolazione iniziò a sostenere la difesa con entusiasmo, e molte centinaia si offrirono volontari per assistere nella costruzione di fortificazioni, posizionare i pezzi di artiglieria e arruolarsi nelle milizie.
Il 10 luglio le navi ottomane ripresero lo sbarco delle truppe, il quale continuò senza che i veneziani tentassero di interromperlo. Gli scontri con le navi di Hogia Capitan Pascià continuarono nei giorni successivi, quando iniziarono ad arrivare rinforzi sia per i difensori che per gli attaccanti: il 18 luglio, infatti, Pisani tornò a Corfù con il nuovo vascello Leon Trionfante, due trasporti con 1 500 uomini e una nave carica di viveri, mentre poco dopo cominciarono a sbarcare sull'isola anche i rinforzi del Visir. Le forze ottomane furono in grado di addentrarsi maggiormente nell'interno dell'isola, forzando gli abitanti dei villaggi catturati a erigere difese sul campo. Il 21 luglio, gli ottomani raggiunsero i sobborghi di Mantouki e Gastrades.

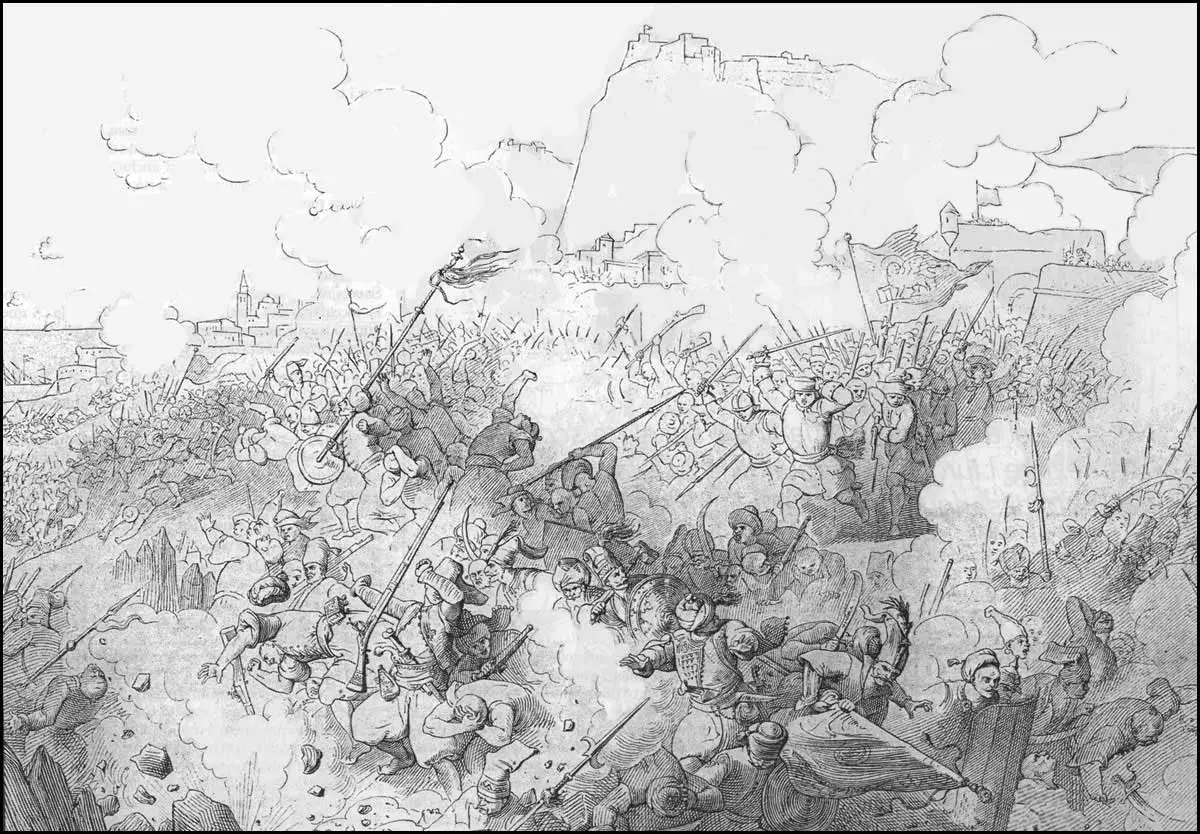
L'esercito veneziano a difesa di Corfù fa una sortita contro gli ottomani nel 1716, di Giuseppe Lorenzo Gatteri, XIX secolo.

Il giorno successivo, le prime navi degli alleati cristiani di Venezia apparvero da Capo Lefkimmi a sud: 9 navi dei Cavalieri di Malta, ossia l'avanguardia di una flotta cristiana molto più grande composta da navi dello Stato Pontificio, della Repubblica di Genova, della Spagna e del Granducato di Toscana. Il 31 luglio arrivarono 4 galee pontificie, 2 genovesi, 3 toscane e 5 spagnole, insieme a 4 navi di linea noleggiate dal Papa. Il loro arrivo aiutò da un lato ad impedire alla flotta ottomana di attaccare la fortezza da nord-est e da un altro a consentire ai rifornimenti di arrivare alla città di Corfù via mare. Allo stesso tempo, le forze ottomane sull'isola stavano facendo progressi: conquistarono infatti il forte San Salvatore e la collina di Abramios (Monte Abramo) a ovest della città. Il 5 agosto il Visir turco chiese la resa dei veneziani, minacciando di massacrare la guarnigione e radere al suolo la città in caso contrario. Schulenburg respinse la richiesta, sebbene i difensori fossero in gravi difficoltà; avevano infatti subito pesanti perdite e gran parte della loro artiglieria era stata distrutta. Lo stesso giorno, la flotta veneziana si mosse per ingaggiare gli ottomani, ma all'ultimo momento il vento cambiò, dando agli ottomani un vantaggio e costringendo i veneziani a disingaggiare. Schulenburg propose una sortita della guarnigione per il 6 luglio, ma Pisani si rifiutò di collaborare e il progetto fu accantonato.

### Attacchi, contrattacchi e sortite
L'8 agosto la situazione iniziò a cambiare a favore dei difensori, quando 1 500 soldati con ampi rifornimenti e munizioni arrivarono per rafforzare la guarnigione, portando con sé la notizia della vittoria austriaca nella battaglia di Petervaradino di tre giorni prima. Di conseguenza, nella notte tra il 18 e il 19 agosto, i veneziani si schierarono contro le linee ottomane sostenute dal fuoco delle galere su entrambi i lati della città. Quando il contingente di mercenari tedeschi fallì nei suoi obiettivi, la sortita fu respinta. A loro volta, la mattina del 19 agosto i giannizzeri lanciarono un assalto in massa alle fortificazioni, scavalcando il bastione di Sant'Atanasio e parte della cinta fortificata esterna raggiungendo la Porta Scarpon, dove innalzarono i loro stendardi. Schulenburg condusse personalmente un contrattacco e riuscì a respingere gli ottomani. Il giorno successivo scoppiò una tempesta che provocò il caos in entrambe le flotte; alcune delle navi cristiane vennero disarmate dai venti e trasportate alla deriva, mentre la flotta ottomana subì perdite più pesanti.

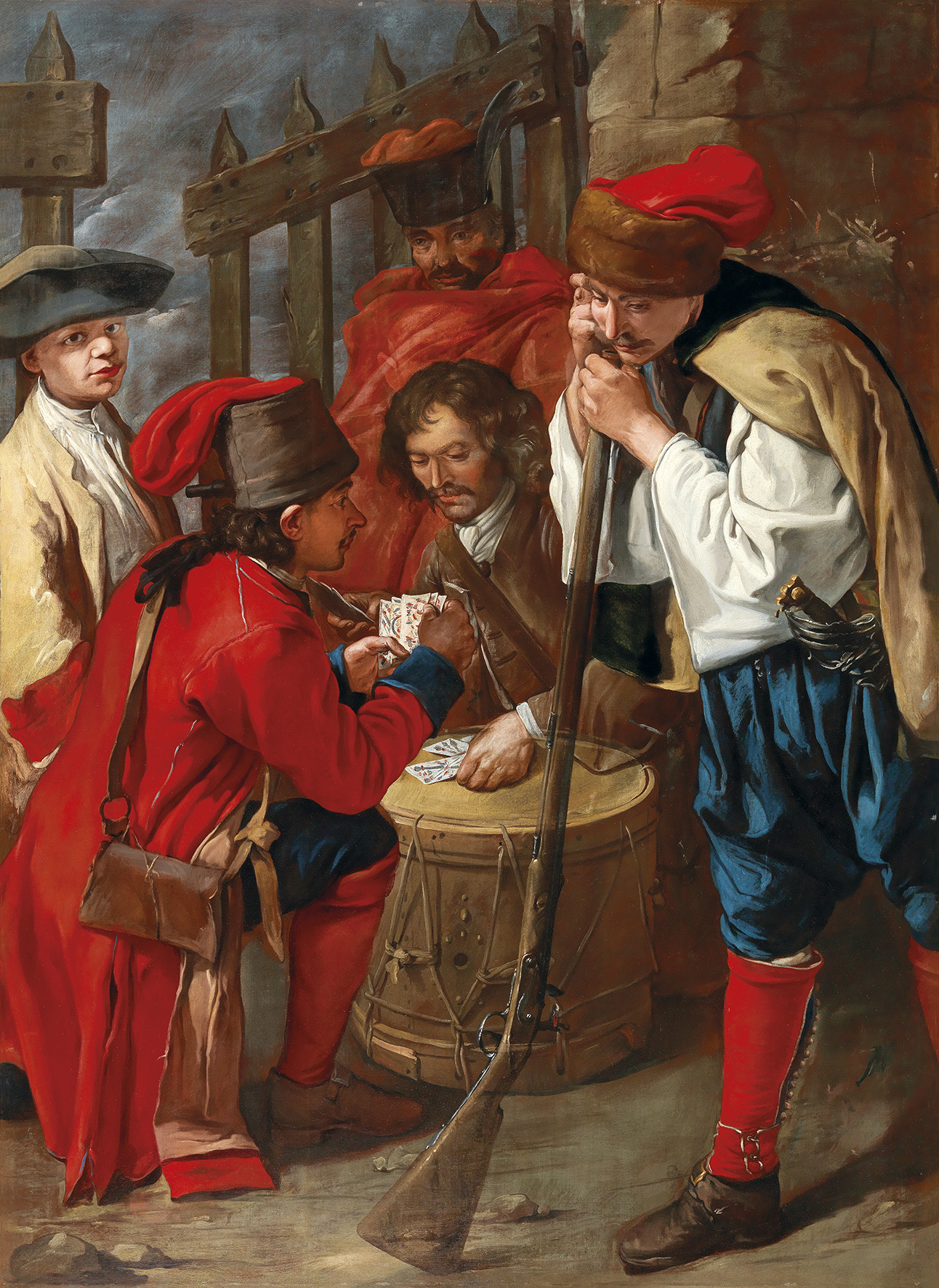
Soldati Schiavoni che giocano a carte, di Giacomo Ceruti, XVIII secolo.

### L'abbandono del campo ottomano
Gli Ottomani, tuttavia, riorganizzarono le loro forze e il 20 agosto ripresero l'assalto, ma il giorno successivo apparve all'orizzonte una squadra spagnola di 6 navi di linea. Durante la notte, i difensori ebbero modo di notare molta attività tra le linee ottomane; si aspettarono quindi di dover affrontare il giorno successivo un altro assalto generale. Invece, al mattino trovarono deserto il campo degli attaccanti. Gli ottomani avevano abbandonato l'assedio e stavano salpando con tale fretta che si lasciarono dietro rifornimenti ed equipaggiamento, compresi alcuni dei più pesanti cannoni d'assedio. Ciò rappresentava un'opportunità ideale per un attacco finale veneziano, ma Pisani si rifiutò, accontentandosi di ritirare le sue navi in linea per bloccare l'uscita meridionale del canale. Quando successivamente il 23 agosto tentò di attaccare, il vento contrario gli impedì di avvicinarsi alla flotta ottomana, e il 24 agosto tornò a sorvegliare l'uscita meridionale del canale. La riluttanza di Pisani a impegnarsi può essere spiegata dall'esperienza passata, che aveva dimostrato che la gestione degli alleati cristiani dei veneziani in battaglia era una questione difficile. Ciò ha permesso a Hogia Capitan Pascià di spostare la sua flotta a nord verso Butrinto, e da lì uscire dal canale e tornare al sicuro tra i Dardanelli. La flotta di Pisani seguì gli ottomani a distanza, mentre la maggior parte delle altre navi cristiane, a parte i Cavalieri di Malta, partirono all'inizio di settembre, quando divenne chiaro che gli ottomani se ne erano andati una volta per tutte.
Il motivo del ritiro ottomano è ancora dibattuto: alcuni considerano decisivo l'arrivo della squadra spagnola e la notizia dell'imminente arrivo di una seconda squadra portoghese di 9 navi; altri resoconti parlano di un ammutinamento nell'esercito assediante, ma la ragione più probabile è che, all'indomani delle perdite subite a Petervaradino, il Visir abbia ricevuto l'ordine urgente di concludere le operazioni in modo che i suoi uomini potessero rifornire le forze ottomane nei Balcani settentrionali. Gli ottomani persero circa 15 000 uomini a Corfù, insieme a 56 cannoni, 8 mortai d'assedio e grandi quantità di materiale abbandonato. Le perdite totali, civili e militari, tra i difensori furono 30 000.

## Conseguenze

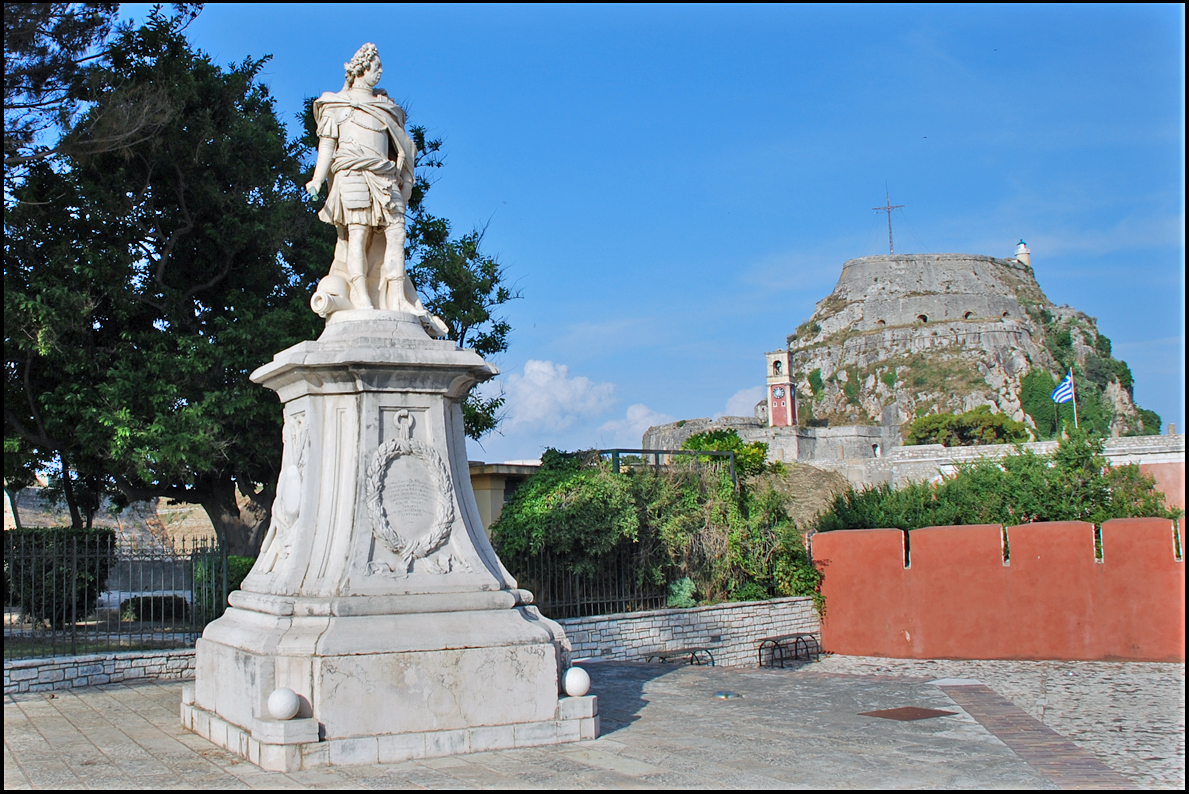
Statua eretta in onore del maresciallo Schulenburg davanti alla Fortezza Vecchia di Corfù.

I corfioti attribuirono la ritirata ottomana all'intervento del loro santo patrono, San Spiridione, e alla tempesta «miracolosa», mentre Venezia celebrò l'ultimo grande successo sul campo di battaglia della sua storia, attribuendo al maresciallo Schulenburg onori simili a quelli di cui godette Francesco Morosini dopo la sua conquista della Morea una generazione prima. Il maresciallo ricevette una pensione a vita di 5 000 ducati e una spada d'onore, così come un monumento eretto in suo onore davanti alla porta della Fortezza Vecchia di Corfù. La difesa di Corfù fu commemorata anche a Venezia con l'erezione di un quarto leone di pietra all'ingresso dell'Arsenale, con la scritta «anno Corcyrae liberatae».
Quando le truppe ottomane si ritirarono nell'entroterra balcanico, Schulenburg e Loredan condussero 2 000 uomini sulla costa continentale e il 2 settembre 1716 riconquistarono la città di Butrinto, una delle exclavi continentali delle Isole Ionie. Due mesi dopo, la flotta veneziana riconquistò Santa Maura. L'arrivo di rinforzi navali permise alla Marina veneziana di ingaggiare la flotta ottomana con maggiore sicurezza. Le vittorie cristiane nella battaglia di Imbros (16 giugno 1717) e in quella di Matapan (19 luglio 1717) eliminarono il pericolo di una nuova spedizione ottomana nel Mar Ionio e permisero il recupero delle due ultime exclavi della terraferma, Preveza e Vonizza, rispettivamente il 19 ottobre e il 4 novembre 1717.
Nonostante i successi, Venezia era esausta. Gli austriaci, incoraggiati dalle loro vittorie, non erano disposti a discutere i termini di una resa ottomana, fino a quando gli spagnoli lanciarono un attacco contro i possedimenti asburgici in Italia inviando la stessa flotta - allestita in apparenza per aiutare Venezia - a catturare la Sardegna nel luglio 1717, e un'altra a invadere la Sicilia un anno dopo. Di fronte a questa pugnalata alle spalle, gli austriaci accettarono negoziati con gli ottomani, che portarono al Trattato di Passarowitz (21 luglio 1718), in cui l'Austria ottenne notevoli guadagni. Venezia, invece, dovette riconoscere la perdita della Morea, di Tino e di Egina, ma riuscì a conservare le Isole Ionie e le exclavi continentali.
L'oratorio Juditha Triumphans di Antonio Vivaldi è un'allegoria della vittoria dei veneziani sugli ottomani nella Seconda Guerra di Morea.

### Esplicative
1. ↑  Come i reggimenti Waldeck e Öttingen, e quelli svizzeri Salis, Muller e Stockar[1][2].
2. ↑  Tra cui il reggimento Veneto Real e quello Barban[3][4].
3. ↑  O Janum Hogia Capitan Pascià[7].
4. ↑  in quanto aveva «deciso con troppa sollecitudine l'abbandono e la distruzione della fortezza di Santa Maura e gli fu mosso appunto perché in stagione così avanzata aveva tentato di spingersi nell'Alto Arcipelago [N.d.T. il Mar Egeo] dopo di aver anteposto la conservazione della flotta al possesso del Regno di Morea ed al dominio del mare»[7].
5. ↑  In questo periodo, ai vascelli già presenti a Corfù se ne aggiunsero altri 2: il San Pietro Apostolo (50 cannoni), acquistato a Livorno, e il Nostra Signora del Rosario (58 cannoni), acquistato a Genova[7][9]. Del Nostra Signora del Rosario fa menzione anche Giacomo Casanova nel capitolo 13 delle sue Memorie[10]; nell'aprile 1744, infatti, egli si imbarcò su questo vascello comandato dal N.H. Zane per andare da Venezia a Corfù, dove avrebbe poi assunto l'incarico di aiutante del Capitano delle Galeazze Antonio Renier.
6. ↑  Il 12 gennaio 1716, il vascello Regina del Mar (70 cannoni) si incendiò nel porto di Corfù a causa dell'incuria nello stoccaggio della polvere da sparo durante le manovre di sbarco dei cannoni di bordo. Si salvarono solo 7 uomini dell'equipaggio e il capitano Lelio Priaroggia, genovese al servizio di Venezia.[7][9].
7. ↑  La flotta velica stava navigando al comando di Corner.
8. ↑  70 cannoni, capitano Marcantonio Diedo[9].
9. ↑  Nani Mocenigo segnala in particolare il valore degli equipaggi e dei capitani dei vascelli Costanza (70 cannoni, capitano Lodovico Flangini), Aquila Valiera (70 cannoni, capitano Marcantonio Diedo) e Scudo della Fede (52 cannoni, capitano Lodovico Diedo). Nani Mocenigo, inoltre, sottolinea come le navi incendiarie veneziane non abbiano seguito l'ordine di lanciarsi contro 8 navi turche «assieme aggruppate», mancanza per la quale i capitani veneziani dei brulotti vennero successivamente arrestati.

### Fonti
1. ↑  Favaloro
2. ↑  Ales, pp. 400 e seguenti.
3. 1 2 3  Prelli e Mugnai
4. ↑  Pinzelli
5. 1 2 3 4 5 6 7 8 9 10 11 12 13 14 15 16 17 18 19 20 21 22 23 24 25 26 27 28 29 30 31  Chasiotis
6. 1 2 3 4 5 6 7 8 9  Setton
7. 1 2 3 4 5 6 7 8 9 10 11 12 13 14 15 16 17 18 19  Nani Mocenigo.
8. 1 2 3 4 5 6 7 8 9 10 11 12 13 14 15  Anderson
9. 1 2 3  Ercole
10. ↑  Casanova
11. ↑   Vivaldi - Juditha triumphans, su www.musicweb-international.com. URL consultato il 6 febbraio 2025.